# Couzzietti
Le couzzietti est une sorte de nains des forêts dans le folklore ardennais, qui tend des pièges aux lavandières pour voler leur linge. Sa présence s'accompagne des cris « O Couzzietti, O Moule de Coutteni ! ». Il est décrit par Paul Sébillot, Albert Meyrac puis Pierre Dubois, dans La Grande Encyclopédie des lutins.